# Sofia Czartoryska
Zofia Czartoryska (15 de setembro de 1778 - 27 de fevereiro de 1837) foi uma nobre dama polonesa. Ela era a filha mais nova do condessa Izabela Czartoryska (nascida Fleming) e seu marido, o príncipe Adam Kazimierz Czartoryski, embora seu pai pode realmente ter sido Conde Franciszek Ksawery Branicki. 
Ela se casou com en:Stanisław Kostka Zamoyski em 20 de Maio de 1798, em Puławy.
Ela é um antepassado de Matilde da Bélgica.